# Xinmsn
xinmsnは、シンガポールのネット利用者向けにニュースやエンターテインメント情報を提供していたポータルサイト。MSNシンガポールの置き換え目的で2010年3月にメディアコープとMSNの共同事業として立ち上げられ、
2015年4月1日にMSNシンガポールを再開する形で終了した。

## 主な事業
xinmsnはシンガポールでの多彩な情報を知らせていた。主な内容は以下のとおりである。
- 地域・世界のニュース
- エンターテインメントニュース
- 気象情報
- キャッチアップTV
- ラジオ
- "インタラクティブ"ドラマ

このほか、メディアコープの有するテレビ・ラジオチャンネルの情報も提供していた。